# Борщівник карпатський
Борщівник карпатський (Heracleum carpaticum) — вид квіткових рослин родини окружкових (Apiaceae).

## Біоморфологічна характеристика
Це багаторічна рослина 20–60 см заввишки. Стебло густо запушене, зазвичай просте. Прикореневі листки серцеподібно-пальчасті, 5- або 7-лопатеві, з пильчасто-зубчастими лопатями. Квітки яскраво-рожеві. Плоди яйцеподібні, 7–8 мм завдовжки, голі, тільки на ребрах іноді щетинно запушені.

## Поширення
Румунія, Україна.
В Україні вид зростає на схилах у субальпійському й альпійському поясах — у Карпатах, звичайно.